# Lubiczów
Lubiczów is een plaats in het Poolse district  Warszawski Zachodni, woiwodschap Mazovië. De plaats maakt deel uit van de gemeente Stare Babice en telt 80 inwoners.